# Tramway de Mannheim
Le réseau de tramway de Mannheim/Ludwigshafen est une partie du réseau de transport public de Mannheim et de Ludwigshafen, en Allemagne.

## Réseau actuel

### Exploitation
69 rames sont affectés à l'exploitation du réseau tramway de la ville :
- 50 Duewag 6MGT et 8MGT
- 19 Bombardier, Variobahnen